# Raymond Goethals
Pour les articles homonymes, voir Goethals.
Raymond Goethals ([ʁɛmɔ̃ ɡutals]), né le 7 octobre 1921 dans la commune de Forest (Bruxelles) en Belgique et mort le 6 décembre 2004 dans la même commune, est un entraîneur de football belge. Il a notamment mené l'Olympique de Marseille à son titre de champion d'Europe en 1993, devenant ainsi le premier entraîneur à remporter la Ligue des champions avec un club français de football.
Raymond Goethals, surnommé « Raymundo », « Raymond-la-science », « le sorcier belge » ou encore « le magicien », est l'entraîneur belge de football le plus titré. Il est aussi connu pour son franc-parler, son accent « brusseleer », ainsi que son style rappelant le personnage de Columbo.
Il a un fils, Guy Goethals, qui fut arbitre de football, notamment lors l'Euro 1992 et de l'Euro 1996.

## Biographie

### Carrière de joueur
Avant d'être entraineur, il commence comme gardien de but dans les années 1940 avec le club bruxellois du Daring Bruxelles, puis rejoint après la guerre le Racing Bruxelles. Il raccroche les crampons en 1952.

### Débuts d'entraîneurs
Il effectue alors une carrière d'entraîneur, débutant au RFC hannutois, puis au RS Waremme FC, avant d'avoir ses premières grandes réussites au Saint-Trond VV où il finit vice-champion de Belgique en 1966, avec des moyens dérisoires.

### Sélectionneur de la Belgique

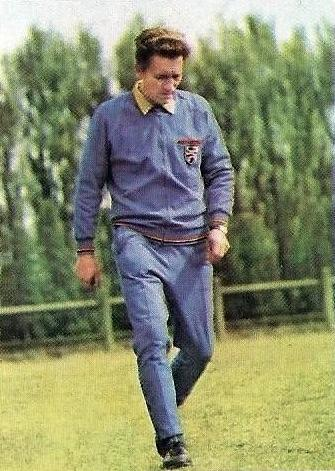
Raymond Goethals en 1972.

Déjà entraîneur depuis 1966 sous Constant Vanden Stock, alors sélectionneur national, il est nommé à la tête de l'équipe nationale belge en 1968, qu'il réussit à qualifier deux ans plus tard pour la phase finale de la Coupe du monde de football. En 1972, toujours sous sa direction, les Diables rouges terminent à la troisième place du championnat d'Europe. La sélection nationale a joué 44 rencontres sous sa direction.

### Titres avec Anderlecht
Revenant ensuite au football de club, Raymond Goethals succède à Hans Croon pour conduire le club bruxellois d'Anderlecht en finale de la Coupe européenne des vainqueurs de coupe en 1977, avant de remporter la compétition l'année suivante, en 1978, au Parc des Princes, en infligeant un cinglant 4-0 à l'Austria Vienne.

### Premières expériences étrangères
Arrivé en France, il relève les Girondins de Bordeaux et les mène à la sixième place de la Division 1 1979-1980. Les Girondins domineront ensuite le football français des années 1980 sous la direction d'Aimé Jacquet.
Il part ensuite au Brésil.

### Le Standard au sommet
Il revient en Belgique prendre en main les destinées du Standard de Liège, qu'il mène au titre de champion de Belgique en 1982 et 1983, et offre aux supporters une finale européenne (défaite 2-1 par le FC Barcelone), la seule de l'histoire du club.
En 1984, il est impliqué dans une l'affaire de corruption Standard de Liège - Waterschei de la saison précédente et doit démissionner.

### Guimaraes, Racing Jet et retour à Anderlecht
En 1986-1987, afin de maintenir le Racing Jet parmi l'élite, le club décide de s'appuyer sur un manager de renom et offre le poste à Goethals afin d'aider Daniel Renders, le jeune T1 de l'époque, dans sa tâche. Le club, via Goethaels se renforce avec des joueurs confirmés tels que Jozef Barmoš ou Michel Ngonge, pour ne citer qu'eux, et obtient une confortable 12e place.
La saison suivante, en 1987, Goethals arrive à obtenir la signature de László Bölöni qui à 34 ans, venait de remporter la ligue des champions avec le Steaua Bucarest. Cependant, malgré un recrutement de qualité, le matricule 4549 redescend à nouveau en division 2 à la fin de la saison.
Peu après, en 1987, il reste dans la capitale belge et rejoint les voisins d'Anderlecht, et conquiert deux Coupes de Belgique.

### Second passage en France
Les Girondins de Bordeaux, se trouvant en crise, rappellent une nouvelle fois Raymond Goethals en 1989. Il obtient avec ce club la deuxième place du championnat de France mais est licencié l'année suivante.
À la moitié de la saison 1990-1991, Goethals est appelé par Bernard Tapie, président de l'Olympique de Marseille, pour succéder à Franz Beckenbauer sur le banc marseillais. Il dirige son premier entraînement le 3 janvier 1991 et dirige son premier match trois jours après, lors d'un amical contre Nîmes (3-3). La première saison du Belge est marquée par le parcours en Coupe d'Europe. Après l'élimination du grand AC Milan d'Arrigo Sacchi en quarts de finale de la C1 (1-1 ; 1-0), l'OM perd en finale aux tirs au but face à l'Étoile rouge Belgrade (0-0 tab 3-5). Goethals obtient cette année-là le Banc d'or, trophée récompensant le meilleur entraîneur européen.
Pour débuter l'exercice 1991-1992, Raymond Goethals devient directeur technique de l'OM, Tomislav Ivic étant nommé entraîneur. Le Belge remplace le Croate au bout de quatre mois de compétition. Son OM de 1992 est l'équipe la plus imperméable de l'histoire du Championnat de France, avec seulement 21 buts encaissés.
À l'orée de la saison 1992-1993, à 71 ans, le Belge laisse à nouveau sa place sur le banc, cette fois à son adjoint Jean Fernandez. Goethals reste toutefois dans l’encadrement technique chargé de l'observation des futurs adversaires. Mais il redevient dès novembre 1992 l'entraîneur principal du club et en fin de saison, il remporte avec l'OM la finale de la Ligue des champions face au Milan AC, accomplissant le plus haut fait d'armes de sa carrière. Il quittera le club à l'intersaison. Raymond Goethals est alors le plus vieil entraîneur à diriger un match en Ligue  des champions, seulement battu fin 2017 par Jupp Heynckes.

### Fin de vie
Il meurt le 6 décembre 2004, à l'âge de 83 ans, des suites d'un cancer. Des hommages lui sont rendus tant à Anderlecht qu'au Standard ou à Marseille où il remplit son palmarès.
En 2005, un autre hommage lui est rendu par Philippe Moureaux en baptisant Tribune Raymond Goethals la tribune 2 du Stade Edmond Machtens du Brussels (ancien stade du Racing White Daring de Molenbeek).

## Style de jeu et personnalité
Raymond Goethals est reconnu pour sa forte personnalité. Avec son accent « brusseleer » prononcé, il s'attire la sympathie du public français. Il avait notamment la faculté d'écorcher les noms de ses joueurs, faute de pouvoir les épeler correctement tels que « Omleta » pour Pascal Olmeta, « Boszik » pour Alen Bokšić ou encore « Tzigana » pour Jean Tigana. Goethals déclare à son arrivée sur la Canebière : « Marseille ? J'y suis venu parce qu'ici les gens sont aussi fous que moi ». Bernard Tapie, son président à l'OM se rappelle : « Il plaisantait tout le temps avec les joueurs, ce qui prouve qu'il avait une grande autorité, parce qu'il arrivait à se faire respecter tout en déconnant avec eux ».
Notamment surnommé  « Raymond-la-science », Goethals est l'entraîneur de l'Olympique de Marseille qui bat l'AC Milan en C1 en 1991 puis 1993, alors que les Italiens sont vus comme une des plus fortes équipes du moment. Le Belge s’appuie à l'époque sur une défense de trois joueurs, avec un libéro et deux stoppeurs avec une préférence pour la défense en zone. Il fait évoluer son schéma du 3-5-2 au 5-3-2 et le positionnement de ses joueurs latéraux en fonction des circonstances du match. Le Belge laisse de la liberté aux joueurs techniques comme Abedi Pelé ou Waddle, rampes de lancement pour les attaquants Jean-Pierre Papin puis Alen Bokšić.

## Palmarès d'entraîneur

### En club
Raymond Goethals remporte deux titres de champion de Belgique en 1982 et en 1983 avec le Standard de Liège, trois titres de champion de France en 1991, 1992 et en 1993 avec Marseille, ainsi que deux coupes d’Europe : la Coupe des coupes en 1978 avec le RSC Anderlecht et la Ligue des Champions en 1993 avec l'Olympique de Marseille.
- Ligue des Champions (1)
  - Vainqueur : 1993 avec l'Olympique de Marseille
  - Finaliste : 1991 avec l'Olympique de Marseille

- Coupe d'Europe des vainqueurs de coupe (1)
  - Vainqueur : 1978 avec le RSC Anderlecht
  - Finaliste : 1977 avec le RSC Anderlecht et en 1982 avec le Standard de Liège

- Supercoupe d'Europe (2)
  - Vainqueur : 1976 et en 1978 avec le RSC Anderlecht

- Championnat de Belgique (2)
  - Champion : 1982 et en 1983 avec le Standard de Liège

- Championnat de France  (2)
  - Champion : 1991 et en 1992 avec l'Olympique de Marseille

- Supercoupe de Belgique (2)
  - Vainqueur : 1981 et en 1983 avec le Standard de Liège

### En sélection
- Championnat d'Europe
  - Troisième : 1972 avec l'équipe de Belgique

### Distinctions personnelles
- Élu entraîneur de l'année par Onze Mondial en 1991 et en 1993
- Panchina d'Oro en 1991[15]
- Panchina d'Argento en 1992[15]

Fin 2016, Raymond Goethals est élu le meilleur entraineur étranger de l'histoire de la Ligue 1 avec 57% des voix.

## Publication
- Raymond Goethals (avec la collaboration de Philippe Henry et Serge Trimpont), Le douzième homme, Paris, R. Laffont, 1994, 226 p. (ISBN 2-221-07699-0)

## Dans la fiction
- Dans la série Tapie de Tristan Séguéla, sortie en 2023, son rôle est joué par Philippe Résimont.